# Olympische Geschichte Tunesiens
| Gelbes Symbol für Goldmedaillen mit stilisierten Olympischen Ringen | Graues Symbol für Silbermedaillen mit stilisierten Olympischen Ringen | Braundes Symbol für Bronzemedaillen mit stilisierten Olympischen Ringen |
| ------------------------------------------------------------------- | --------------------------------------------------------------------- | ----------------------------------------------------------------------- |
| 6                                                                   | 4                                                                     | 8                                                                       |

Tunesien, dessen Nationales Olympisches Komitee, das Comité National Olympique Tunisien, 1957 gegründet und im gleichen Jahr vom Internationalen Olympischen Komitte anerkannt wurde, nahm erstmals 1960 an Olympischen Sommerspielen teil. 1980 schloss sich Tunesien dem Boykottaufruf in Moskau an. Zu Winterspielen wurden bislang keine Athleten geschickt.

## Übersicht

### 1960 bis 1980

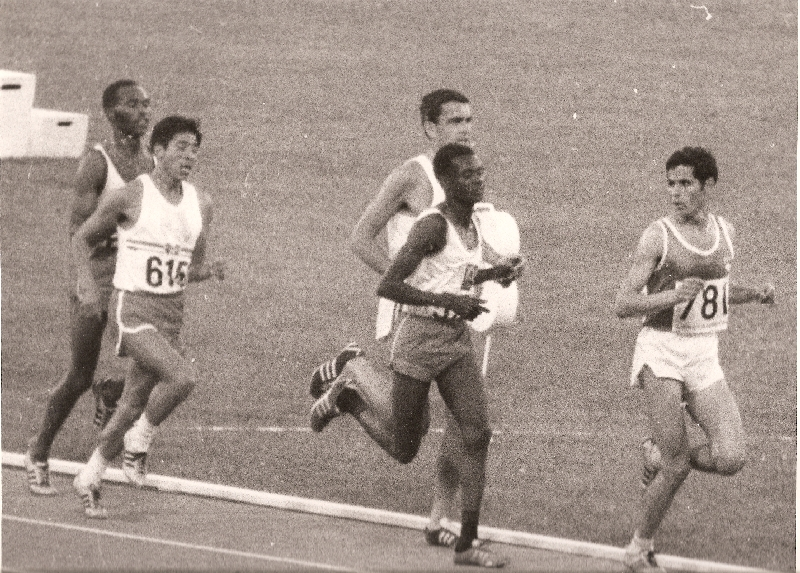
Mohamed Gammoudi (780) gewann in Mexiko-Stadt 1968 Gold über 5000 Meter

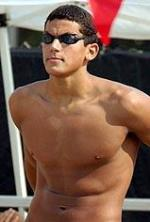
Doppelolympiasieger Oussama Mellouli

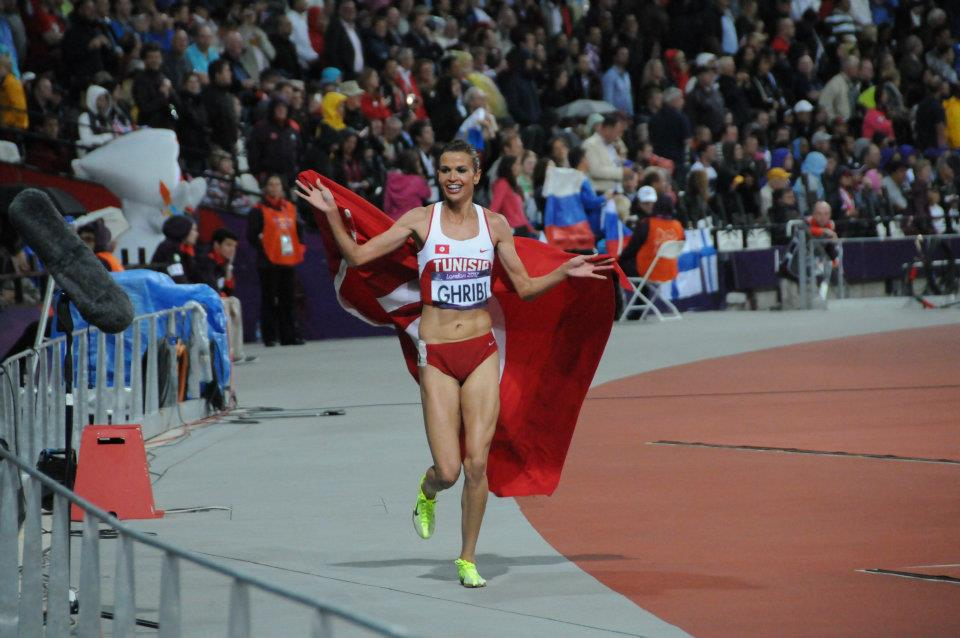
Habiba Ghribi gewann 2012 Bronze über 3000 Meter Hindernis

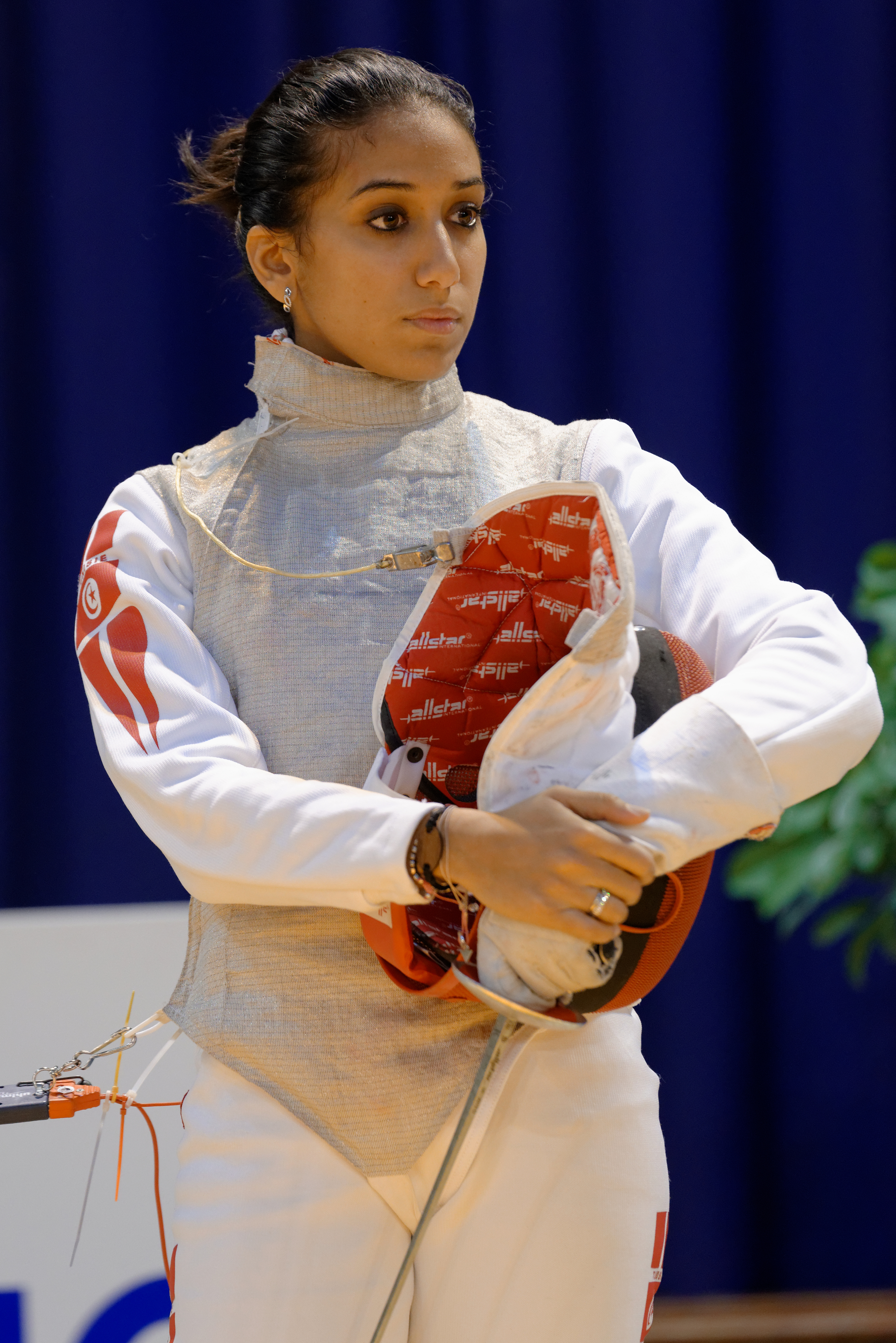
Inès Boubakri gewann 2016 Bronze im Florettfechten

Tunesien nahm erstmals an den Spielen von 1960 in Rom teil. Die 45 Männer traten in der Leichtathletik, im Boxen, Fechten, Radsport, im modernen Fünfkampf, Schießen und im Fußball an. Die ersten Olympioniken kamen aus der Boxstaffel. Am 25. August 1960 traten der Bantamgewichtler Tamar Ben Hassan, der Leichtgewichtler Noureddine Dziri, der Halbweltergewichtler Azouz Bechir und der Weltergewichtler Omrane Sadok zu ihren Erstrundenkämpfen an.
In Tokio 1964 gab es die ersten Medaillengewinne zu verzeichnen. Erster Medaillengewinner Tunesiens wurde am 14. Oktober 1964 Mohamed Gammoudi, der Silber im 10.000-Meter-Lauf gewann. Der Boxer Habib Galhia gewann eine Woche später Bronze im Halbweltergewicht. In Tokio nahm erstmals ein tunesischer Judoka teil. In Mexiko-Stadt 1968 konnte Gammoudi seine Medaillenausbeute verdreifachen. Neben dem Gewinn einer Bronzemedaille über 10.000 Meter wurde er über 5000 Meter am 15. Oktober 1968 zum ersten Olympiasieger Tunesiens.
In München 1972 gingen erstmals Handballer, Volleyballer und ein Ringer an den Start. Mohamed Gammoudi konnte über 5000 Meter mit Silber seine insgesamt vierte olympische Medaille gewinnen. Damit ist er bis heute (2017) der Tunesier mit den meisten Medaillen bei Olympischen Spielen. Tunesien nahm als eines der wenigen afrikanischen Länder an den Spielen von Montreal 1976 teil. In Montreal verzichtete man auf den Einsatz von Leichtathleten, dafür nahmen erstmals Schwimmer teil. Zudem startete in Montreal zum ersten Mal eine tunesische Frau. Myriam Mizouni wurde am 18. Juli 1976 im 100-Meter-Freistil-Vorlauf die erste Olympionikin des Landes. Dem von den USA geführten Boykott der Spiele von Moskau 1980 schloss sich das Land sofort an.

#### 1984 bis 2000
In Los Angeles 1984 nahmen erstmals tunesische Gewichtheber teil. Im Boxen erreichte Lotfi Belkhir das Viertelfinale im Halbweltergewicht. In Seoul 1988 gaben tunesische Tischtennisspieler ihr Olympiadebüt. Die Fußballauswahl traf in der Vorrunde auf die Mannschaft der Bundesrepublik Deutschland, die später Bronze gewann, und unterlag mit 1:4. Auch die Spiele von Barcelona 1992, bei denen erstmals ein Sportsegler antrat, blieben für die tunesische Mannschaft erfolglos.
Erst 1996 in Atlanta konnte wieder ein Medaillengewinn gefeiert werden. Der Boxer Fathi Missaoui gewann Bronze im Halbweltergewicht. In der Leichtathletik erreichte Ali Hakimi das Finale über 1500 Meter und wurde Achter. In Atlanta nahm erstmals eine tunesische Tennisspielerin teil. Tunesische Ruderer gaben 2000 in Sydney ihr olympisches Debüt. Auch in Sydney blieb die Mannschaft erfolglos.

#### 2004 bis heute
2004 in Athen gingen erstmals tunesische Taekwondoin und ein Turner an den Start. Der Schwimmer Oussama Mellouli erreichte das Finale über 400 Meter Lagen und belegte Rang 5. Im Gewichtheben der Frauen erreichte Hayet Sassi Platz 4 im Mittelgewicht. Der Taekwondoin Hicham Hamdouni konnte im Weltergewicht das Viertelfinale erreichen. Ebenfalls das Viertelfinale erreichte die Säbelfechterin Azza Besbes.
Nach 40 Jahren konnte 2008 in Peking wieder ein tunesischer Olympiasieg gefeiert werden. Oussama Mellouli gewann, nach einem fünften Platz über 400 Meter Freistil, das Finale über 1500 Meter Freistil. Der Boxer Walid Cherif erreichte das Viertelfinale im Fliegengewicht.
In London 2012 traten erstmals Basketballspieler und Kanuten an. Oussama Mellouli gewann über 1500 Meter Freistil Bronze und wurde Olympiasieger im 10-km-Freiwasserschwimmen. Damit ist Mellouli der erste Doppelolympiasieger Tunesiens. Er ist zugleich der erste Schwimmer der Olympiasiege sowohl in der Halle (1500 Meter in Peking 2008) als auch im Freien (10 km Freiwasser 2012 in London) schaffte. Die Leichtathletin Habiba Ghribi belegte im Rennen über 3000 Meter Hindernis Platz 2. Die Siegerin, die Russin Julija Saripowa, wurde 2015 des Dopings überführt und disqualifiziert. Ghribi rückte dementsprechend auf und wurde nachträglich am 4. Juni 2016 zur Olympiasiegerin erklärt. Die Boxerin Maroua Rahali erreichte im Fliegengewicht das Viertelfinale. Auch die tunesischen Fechterin sorgten für vordere Platzierungen. Im Florett wurde Inès Boubakri Sechste, die Degenfechterin Sarra Besbes Achte, ihre Schwester Azza Besbes Neunte mit dem Säbel.
In Rio de Janeiro 2016 konnte die tunesische Mannschaft drei Bronzemedaillen gewinnen. Inès Boubakri gewann ihre Medaille im Florettfechten, Marwa Amri im Freistilringen in der Klasse bis 58 kg und Oussama Oueslati im Taekwondo im Weltergewicht. In Rio de Janeiro traten erstmals Beach-Volleyballer aus Tunesien an.

## Übersicht der Teilnehmer

### Sommerspiele
| Jahr      | Athleten           | Athleten           | Athleten           | Sportarten         | Sportarten         | Sportarten         | Sportarten         | Sportarten         | Sportarten         | Sportarten         | Sportarten         | Sportarten         | Sportarten         | Sportarten         | Sportarten         | Sportarten         | Sportarten         | Sportarten         | Sportarten         | Sportarten         | Sportarten         | Sportarten         | Sportarten         | Sportarten         | Sportarten         | Sportarten         | Medaillen          | Medaillen          | Medaillen          | Medaillen          | Rang               |
| Jahr      | ∑                  |                    |                    |                    |                    |                    |                    |                    |                    |                    |                    |                    |                    |                    |                    |                    |                    |                    |                    |                    |                    |                    |                    |                    |                    |                    |                    |                    |                    | Medaillen – Gesamt | Rang               |
| --------- | ------------------ | ------------------ | ------------------ | ------------------ | ------------------ | ------------------ | ------------------ | ------------------ | ------------------ | ------------------ | ------------------ | ------------------ | ------------------ | ------------------ | ------------------ | ------------------ | ------------------ | ------------------ | ------------------ | ------------------ | ------------------ | ------------------ | ------------------ | ------------------ | ------------------ | ------------------ | ------------------ | ------------------ | ------------------ | ------------------ | ------------------ |
| 1896–1956 | nicht teilgenommen | nicht teilgenommen | nicht teilgenommen | nicht teilgenommen | nicht teilgenommen | nicht teilgenommen | nicht teilgenommen | nicht teilgenommen | nicht teilgenommen | nicht teilgenommen | nicht teilgenommen | nicht teilgenommen | nicht teilgenommen | nicht teilgenommen | nicht teilgenommen | nicht teilgenommen | nicht teilgenommen | nicht teilgenommen | nicht teilgenommen | nicht teilgenommen | nicht teilgenommen | nicht teilgenommen | nicht teilgenommen | nicht teilgenommen | nicht teilgenommen | nicht teilgenommen | nicht teilgenommen | nicht teilgenommen | nicht teilgenommen | nicht teilgenommen | nicht teilgenommen |
| 1960      | 42                 | 42                 | 0                  |                    |                    |                    | 5                  | 4                  | 13                 |                    |                    |                    |                    | 11                 | 3                  | 4                  |                    |                    | 2                  |                    |                    |                    |                    |                    |                    |                    |                    |                    |                    |                    |                    |
| 1964      | 9                  | 9                  | 0                  |                    |                    |                    | 2                  |                    |                    |                    |                    | 1                  |                    | 6                  |                    |                    |                    |                    |                    |                    |                    |                    |                    |                    |                    |                    |                    | 1                  | 1                  | 2                  | 29                 |
| 1968      | 7                  | 7                  | 0                  |                    |                    |                    | 4                  |                    |                    |                    |                    |                    |                    | 3                  |                    |                    |                    |                    |                    |                    |                    |                    |                    |                    |                    |                    | 1                  |                    | 1                  | 2                  | 28                 |
| 1972      | 35                 | 35                 | 0                  |                    |                    |                    | 3                  |                    |                    |                    | 16                 |                    |                    | 4                  |                    |                    | 1                  |                    |                    |                    |                    |                    |                    |                    |                    | 12                 |                    | 1                  |                    | 1                  | 33                 |
| 1976      | 15                 | 14                 | 1                  |                    |                    |                    | 1                  |                    |                    |                    | 12                 |                    |                    |                    |                    |                    |                    |                    |                    | 2                  |                    |                    |                    |                    |                    |                    |                    |                    |                    |                    |                    |
| 1980      | nicht teilgenommen | nicht teilgenommen | nicht teilgenommen | nicht teilgenommen | nicht teilgenommen | nicht teilgenommen | nicht teilgenommen | nicht teilgenommen | nicht teilgenommen | nicht teilgenommen | nicht teilgenommen | nicht teilgenommen | nicht teilgenommen | nicht teilgenommen | nicht teilgenommen | nicht teilgenommen | nicht teilgenommen | nicht teilgenommen | nicht teilgenommen | nicht teilgenommen | nicht teilgenommen | nicht teilgenommen | nicht teilgenommen | nicht teilgenommen | nicht teilgenommen | nicht teilgenommen | nicht teilgenommen | nicht teilgenommen | nicht teilgenommen | nicht teilgenommen | nicht teilgenommen |
| 1984      | 23                 | 22                 | 1                  |                    |                    |                    | 3                  |                    |                    | 2                  |                    | 3                  |                    | 2                  |                    |                    |                    |                    |                    | 1                  |                    |                    |                    |                    |                    | 12                 |                    |                    |                    |                    |                    |
| 1988      | 41                 | 39                 | 2                  |                    |                    |                    |                    |                    | 19                 |                    |                    |                    |                    | 2                  |                    |                    | 3                  |                    |                    | 1                  |                    |                    |                    | 4                  |                    | 12                 |                    |                    |                    |                    |                    |
| 1992      | 13                 | 11                 | 2                  |                    |                    |                    | 3                  |                    |                    | 1                  |                    | 1                  |                    | 1                  |                    |                    | 3                  |                    |                    |                    | 1                  |                    |                    | 3                  |                    |                    |                    |                    |                    |                    |                    |
| 1996      | 51                 | 45                 | 6                  |                    |                    |                    | 4                  | 1                  | 17                 |                    |                    | 6                  |                    | 6                  |                    |                    | 3                  |                    |                    |                    |                    |                    | 1                  | 1                  |                    | 12                 |                    |                    | 1                  | 1                  | 71                 |
| 2000      | 47                 | 40                 | 7                  |                    |                    |                    | 5                  | 1                  |                    | 1                  | 10                 | 9                  |                    | 9                  |                    |                    | 4                  | 2                  |                    | 1                  |                    |                    |                    | 1                  |                    |                    |                    |                    |                    |                    |                    |
| 2004      | 54                 | 44                 | 10                 |                    |                    |                    | 5                  | 2                  | 12                 | 2                  |                    | 4                  |                    | 3                  |                    |                    | 1                  | 1                  |                    | 2                  | 1                  | 3                  |                    | 2                  | 1                  | 11                 |                    |                    |                    |                    |                    |
| 2008      | 26                 | 14                 | 12                 |                    |                    |                    | 5                  | 2                  |                    | 2                  |                    | 6                  |                    | 4                  |                    | 1                  | 3                  |                    |                    | 1                  |                    | 1                  | 1                  |                    |                    |                    | 1                  |                    |                    | 1                  | 53                 |
| 2012      | 63                 | 46                 | 17                 | 12                 |                    |                    | 5                  | 6                  |                    | 2                  | 15                 | 4                  | 3                  | 5                  |                    |                    | 7                  | 2                  | 1                  | 4                  | 1                  | 1                  | 2                  |                    | 1                  | 12                 | 2                  |                    | 1                  | 3                  | 36                 |
| 2016      | 49                 | 29                 | 20                 |                    | 2                  |                    | 2                  | 5                  |                    | 2                  | 12                 | 4                  | 3                  | 7                  |                    | 1                  | 4                  | 2                  | 1                  | 2                  | 4                  | 3                  | 2                  | 1                  | 1                  |                    |                    |                    | 3                  | 3                  | 75                 |
| 2020      | 63                 | 34                 | 29                 |                    |                    | 2                  | 2                  | 8                  |                    | 5                  |                    | 3                  | 4                  | 3                  |                    |                    | 10                 | 2                  | 2                  | 2                  | 4                  | 1                  | 1                  | 2                  |                    | 12                 | 1                  | 1                  |                    | 2                  | 58                 |
| 2024      | 26                 | 12                 | 14                 |                    |                    | 1                  | 1                  | 2                  |                    | 1                  |                    | 2                  | 2                  | 3                  |                    |                    | 3                  | 3                  | 1                  | 2                  |                    | 4                  | 1                  |                    |                    |                    | 1                  | 1                  | 1                  | 3                  | 52                 |
| Gesamt    | Gesamt             | Gesamt             | Gesamt             | Gesamt             | Gesamt             | Gesamt             | Gesamt             | Gesamt             | Gesamt             | Gesamt             | Gesamt             | Gesamt             | Gesamt             | Gesamt             | Gesamt             | Gesamt             | Gesamt             | Gesamt             | Gesamt             | Gesamt             | Gesamt             | Gesamt             | Gesamt             | Gesamt             |                    |                    | 6                  | 4                  | 8                  | 18                 |                    |

### Winterspiele
| Jahr      | Athleten           | Athleten           | Athleten           | Sportarten         | Medaillen          | Medaillen          | Medaillen          | Medaillen          | Medaillen          |
| Jahr      | Gesamt             |                    |                    | Sportarten         |                    |                    |                    | Medaillen – Gesamt | Rang               |
| --------- | ------------------ | ------------------ | ------------------ | ------------------ | ------------------ | ------------------ | ------------------ | ------------------ | ------------------ |
| 1924–2022 | nicht teilgenommen | nicht teilgenommen | nicht teilgenommen | nicht teilgenommen | nicht teilgenommen | nicht teilgenommen | nicht teilgenommen | nicht teilgenommen | nicht teilgenommen |
| Gesamt    | Gesamt             | Gesamt             | Gesamt             | Gesamt             | 0                  | 0                  | 0                  | 0                  |                    |

## Liste der Medaillengewinner

### Goldmedaillen
| Name             | Spiele            | Sportart       | Disziplin            |
| ---------------- | ----------------- | -------------- | -------------------- |
| Mohamed Gammoudi | 1968 Mexiko-Stadt | Leichtathletik | 5000 Meter           |
| Oussama Mellouli | 2008 Peking       | Schwimmen      | 1500 Meter Freistil  |
| Oussama Mellouli | 2012 London       | Schwimmen      | 10 km Freiwasser     |
| Habiba Ghribi    | 2012 London       | Leichtathletik | 3000 Meter Hindernis |
| Ahmed Hafnaoui   | 2020 Tokio        | Schwimmen      | 400 Meter Freistil   |
| Firas Katoussi   | 2024 Paris        | Taekwondo      | Klasse bis 80 kg     |

### Silbermedaillen
| Name                    | Spiele       | Sportart       | Disziplin        |
| ----------------------- | ------------ | -------------- | ---------------- |
| Mohamed Gammoudi        | 1964 Tokio   | Leichtathletik | 10.000 Meter     |
| Mohamed Gammoudi        | 1972 München | Leichtathletik | 5000 Meter       |
| Mohamed Khalil Jendoubi | 2020 Tokio   | Taekwondo      | Klasse bis 58 kg |
| Farès Ferjani           | 2024 Paris   | Fechten        | Säbel Einzel     |

### Bronzemedaillen
| Name                    | Spiele              | Sportart       | Disziplin           |
| ----------------------- | ------------------- | -------------- | ------------------- |
| Habib Galhia            | 1964 Tokio          | Boxen          | Halbweltergewicht   |
| Mohamed Gammoudi        | 1968 Mexiko-Stadt   | Leichtathletik | 10.000 Meter        |
| Fathi Missaoui          | 1996 Atlanta        | Boxen          | Halbweltergewicht   |
| Oussama Mellouli        | 2012 London         | Schwimmen      | 1500 Meter Freistil |
| Oussama Oueslati        | 2016 Rio de Janeiro | Taekwondo      | Mittelgewicht       |
| Marwa Amri              | 2016 Rio de Janeiro | Ringen         | Freistil bis 58 kg  |
| Inès Boubakri           | 2016 Rio de Janeiro | Fechten        | Florett Einzel      |
| Mohamed Khalil Jendoubi | 2024 Paris          | Taekwondo      | Klasse bis 58 kg    |

## Medaillen nach Sportart
| Sportart       | Gold | Silber | Bronze | Gesamt |
| Schwimmen      | 3    | 0      | 1      | 4      |
| Leichtathletik | 2    | 2      | 1      | 5      |
| Taekwondo      | 1    | 1      | 2      | 4      |
| Fechten        | 0    | 1      | 1      | 2      |
| Boxen          | 0    | 0      | 2      | 2      |
| Ringen         | 0    | 0      | 1      | 1      |
| Gesamt         | 6    | 4      | 8      | 18     |